# Joseph Antoine Morio

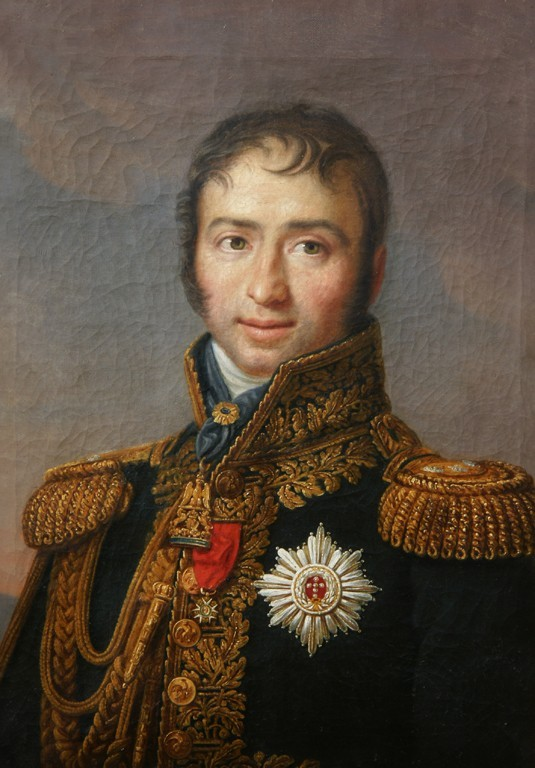
Joseph Antoine Morio de Marienborn

Joseph Antoine Morio de Marienborn (* 16. Januar 1771 in Chantelle, Frankreich; † 25. Dezember 1811 in Kassel) war ein französischer Offizier und zeitweise Kriegsminister des Königreichs Westphalen. Er wurde von einem Hufschmied im Marstall des Königs von Westphalen ermordet.
Aus einfachen Verhältnissen stammend, stieg Morio in der republikanischen Armee Frankreichs und dann in der Grande Armee Napoléons bis zum General auf. Danach bekleidete er verschiedene ministeriale Ämter im Königreich Westphalen, das von Napoléon für seinen jüngsten Bruder als Teil des Rheinbundes nach dem Frieden von Tilsit geschaffen worden war.

## Leben und militärischer Werdegang
Joseph Antoine Morio war Sohn des Landwirts Antoine Morio und der Françoise Lebel. 1807 heiratete er Claire Adélaïde le Camus (1789–1874), die Schwester von Pierre Alexandre le Camus, der als Graf von Fürstenstein und Minister-Staatssekretär ein bedeutender Günstling des westphälischen Königs Jérôme Bonaparte war.

### Ausbildung
Am 24. August 1789 begann Morio seine militärische Ausbildung als Marineschüler, die er bis zum 1. Januar 1791 absolvierte. Anschließend besuchte er ab dem 1. September 1792 die Militärschule der Artillerie in Châlons-en-Champagne, die er am 1. Juni 1793 im Rang eines élève sous-lieutenant (Fähnrich) verließ. Am 30. August 1793 wurde Morio zum Sous-lieutenant in der 18. leichten Artilleriekompagnie befördert. 1793 und 1794 diente er in der französischen Nordarmee (Armée du Nord von 1791). Am 22. September 1794 wurde er zum Capitaine des corps du genie (Pioniertruppe) befördert.

### Französische Armee
Kurze Zeit darauf wurde Morio nach Grenoble gesandt, um sich einer Einheit der Expeditionsstreitkräfte mit dem Ziel Ostindische Inseln anzuschließen. Da die Expedition jedoch auf einen späteren Zeitpunkt verschoben wurde, erhielt Morio 1795 einen Posten in der Armée des Côtes de La Rochelle, darauf bei der Rheinarmee. Im Anschluss begleitete er den zum französischen Botschafter an der Hohen Pforte in Konstantinopel ernannten General Jean-Baptiste Annibal Aubert du Bayet. Während dessen Amtszeit vom 22. März 1796 bis zum 15. April 1797 hielt sich Morio in Konstantinopel auf. Nach seiner Rückkehr nach Frankreich am 20. Oktober 1797 erhielt Morio das Kommando über das corps du genie, die Genietruppe, der Armée d’Italie. Das Einsatzgebiet dieser Armee erstreckte sich damals von Palma Nova auf Mallorca bis Korfu. Der französische Regierungskommissar über diese Inseln ernannte Morio am 22. Oktober 1798 zum provisorischen Chef de bataillon. Nach seiner Rückkehr aus Korfu am 4. März 1799 wurde Morio der Dienstgrad offiziell am 25. Dezember desselben Jahres bestätigt und er kurz darauf, am 29. März 1800, als sous-directeur, das heißt als stellvertretender Leiter der Befestigungsanlagen von Peschiera del Garda eingesetzt. In den Rang eines Commandant aufgestiegen, wurde Morio am 30. Dezember 1801 mit dem Aufbau von Befestigungsanlagen in Legnano beauftragt. Dieser Aufgabe widmete er sich bis zum 11. Dezember 1802, und ab dem 20. Januar 1803 beaufsichtigte er den Bau von Befestigungsanlagen auf einer nicht näher benannten Elbinsel im Dienste der Armee des Kurfürstentums Hannover. Nachdem er im Oktober 1805 zum Kommandanten der Genietruppe des 1. Korps der Grande Armée ernannt worden war, wandte er seine Fähigkeiten im Bereich des Befestigungsbaus im Dienste der Grande Armée in den Jahren 1805 und 1806 an.

### Kriegsminister des Königreichs Westphalen
Während des Vierten Koalitionskrieges wurde Morio am 9. Oktober 1806, am Vortag des Gefechts bei Saalfeld, im Kampf um Schleiz durch einen Pistolenschuss ins Bein kampfuntauglich. Er konnte erst im Januar 1807 wieder als Gehilfe des Prinzen Jérôme Bonaparte bei dessen Schlesien-Feldzug aktiv an den Kampfhandlungen teilnehmen. Nachdem Jérôme Bonaparte zum König von Westphalen gekrönt worden war, stieg Morio zunächst am 18. November 1807 zum Général de brigade auf. Als der bisher amtierende Kriegsminister Joseph Lagrange nach Frankreich abgezogen wurde, erhielt Morio am 14. Dezember 1807 provisorisch das Portefeuille des Kriegsministers. Am 2. Februar 1808 wurde Morio Kriegsminister des Königreichs Westphalen.

### Der Spanienfeldzug 1809
Morio hatte durch das Verlassen der französischen Armee zusammen mit Jérôme Bonaparte den Ärger des Kaisers Napoleon Bonaparte auf sich gezogen. So wurde er im August 1808 auf Geheiß des Kaisers vom König als Kriegsminister entlassen, da die unter seiner Verantwortung stehende Organisation von 6000 Mann zur Entsendung nach Spanien zu schleppend voranging. Er wurde durch den französischen Général de division Jean Baptiste Eblé ersetzt. Im Februar 1809 wurde er mit den westphälischen Truppen nach Spanien entsandt. Er soll sich den gefangengenommenen Spaniern gegenüber sehr human gezeigt haben. Nach der Belagerung von Girona erkrankte Morio und verließ die Front, um sich in Perpignan zu erholen. Durch diese Entfernung von der Truppe zog Morio erneut den Zorn des Kaisers auf sich, und als er sich im Frühjahr 1810 in seiner Eigenschaft als erster Adjutant des Königs Jérôme nach Paris zur Ferntrauung des Kaisers mit dessen zweiter Ehefrau, Marie-Louise von Österreich, begab, wurde er vom Kaiser zutiefst gedemütigt.

### Erhebung zum Grafen
Aufgrund seiner engen Beziehung zu Jérôme stieg Morio jedoch weiter auf. So wurde er 1810 zum Ritter des Ordens der westphälischen Krone geschlagen, zum Colonel général der Jägertruppe der königlichen westphälischen Garde und zum Général de division befördert, mit dem Gut des von Jérôme aufgehobenen Stifts Marienborn beschenkt und zum Grafen von Marienborn erhoben.

### Ermordung
Morio wurde am 24. Dezember 1811 gegen 14 Uhr im Marstall an der heutigen Neuen Galerie in Kassel hinterrücks niedergeschossen. Einem Augenzeugenbericht zufolge war der Täter ein Hufschmied, für den der Name Gasco genannt wird. Dieser sei über eine nicht bewilligte Lohnerhöhung erbost gewesen und habe den Mord mehrere Tage geplant. Nach dem Attentat lebte Morio noch weitere 27 Stunden bei vollem Bewusstsein, bevor er seinen Wunden erlag.
Einer anderen Quelle zufolge verursachte Morio in seiner Funktion als Großstallmeister großen Unmut unter den französischen Arbeitern der königlichen Stallungen, weil er zusätzlich einheimische Arbeiter eingestellt hatte. Da diese sich als äußerst tüchtig erwiesen hatten, waren die französischen Arbeiter umso stärker verbittert. Ein französischer Schmied namens Lesage aus Tarascon forderte eine Lohnerhöhung von Morio, die der Graf zurückwies. Nachdem der aufgebrachte Lesage seine Entlassung gefordert hatte, bot ihm Morio an, seine Heimreise zu bezahlen, aber das wiederum brachte den Hufschmied nur noch mehr auf. Unter dem Vorwand, es werde Eisen aus der Hufschmiede gestohlen, schaffte er mit Erlaubnis Morios Pistolen an. Er wartete tagelang auf eine günstige Gelegenheit, den Grafen zu ermorden. Insgesamt gab Lesage vier Schüsse ab, einen auf Morio, einen zweiten auf den Oberstallmeister Carl Ludwig Philipp von Gilsa, der sich zur Tatzeit mit Morio im Stall befand, um ein Pferd zu begutachten, das sich die Frau des Königs, Katharina, gewünscht hatte. Ein dritter Schuss wurde auf den Stallmeister Saint-Saveur abgefeuert, der Lesage ergreifen, und ein vierter einen Türschließer, der ihm den Weg versperren wollte. Daraufhin floh Lesage ins Stadtinnere, wurde jedoch bald darauf gefasst. Bei seiner Vernehmung zeigte er keine Reue. Er wurde kurz darauf zum Tode verurteilt. Durch einen Hungerstreik wollte er seinen Tod schneller herbeiführen; seine Braut, eine Hessin, bot an, ihn zu heiraten und die Haft mit ihm zu teilen. Das wurde vom Kriminalgericht des Fulda-Departements abgelehnt.
Lesages Kugel hatte Morios Rückgrat verletzt, so dass selbst bekannte, aus Göttingen herbeigerufene Ärzte nichts mehr für ihn tun konnten. Beide Beine waren gelähmt. Morio starb am 25. Dezember 1811 gegen 18 Uhr. Lesage wurde am 31. Januar 1812 enthauptet. An der Stelle auf der Kasseler Prachtstraße Bellevue, an der Lesage Morio niedergeschossen hatte, erinnerte eine Metallplatte an das Geschehen.

### Begräbnis
Morio vererbte drei Viertel seines Vermögens seiner Frau Claire Adelaide, mit der er zu seinem Todeszeitpunkt seit vier Jahren verheiratet und die im dritten Monat schwanger war. Ein Viertel erhielten seine in ärmlichen Verhältnissen lebenden Brüder. Am Begräbnis am 31. Dezember 1811 nahmen der König und der gesamte königliche Hof sowie Vertreter aller Behörden der Residenzstadt Kassel teil. Morio wurde auf dem damaligen kurhessischen Militärfriedhof begraben. Dieser befand sich in der Innenstadt Kassels und war von der Lutherkirche nach Nordwesten, der Gießbergstraße nach Norden und der kurhessischen Infanteriekaserne nach Süden und Südosten begrenzt. Er wurde überbaut; Grab und Grabmal Morios sind nicht erhalten.

## Ehen und Nachkommen
Er war zweimal verheiratet.
- Seine erste Frau war Marie Anne Petit (* um 1775; † 1805). Das Paar hatte eine Tochter, die kurz nach der Geburt starb.
- Am 21. April 1808 heiratete er Claire Adelaide le Camus (1789–1874), eine Schwester des westphälischen Staatssekretärs Pierre Alexandre le Camus, Graf von Fürstenstein. Mit ihr hatte er den Sohn Jérôme Frédéric Joseph (* 1812; † ?). Nach dem Tod ihres Mannes heiratete Claire Adelaide den Admiral Victor Guy Duperré (1775–1846).

## Auszeichnungen
- 11. Dezember 1803: Ritter der Légion d’Honneur
- 14. November 1810: Kommandeur des Ordens der Westphälischen Krone
- Verdienstorden der Bayerischen Krone im Rang eines Kommandanten
- Großkreuz des dänischen Elefanten-Ordens